# Чонлаті Тантонг
Сомнук Тонгма, сценічне ім'я Чонлаті Тантонг (тай. ชลธี ธารทอง; 31 серпня 1937, Чонбурі — 21 липня 2023, Бангкок) — таїландський автор пісень, музичний продюсер та співак. Працював із численним луктхунг-виконавцями, такими як Сайан Саня, Йодрак Салакдаї, Сунарі Ратясіма, Пумпуанг Дуангчан та інші.
Він став національним артистом Таїланду в 1999 році.

## Життєпис
Чонлаті Тантонг народився 31 серпня 1937 у таїландській комуні Панатнікхом, недалеко від столиці провінція Чонбурі. Його батько був найманцем, кочував, а мати народила його під час збору врожаю, і він стік кров'ю, коли йому було лише шість місяців. Коли він народився, у нього не було навіть ганчірок, щоб зробити пелюшки. Дитинство було бідним. Він пішов до першого класу школи Ват Кевсіларам, провінція Чонбурі, а до четвертого класу - до школи Ват Кхок Кхін Ном, провінція Чонбурі. Закінчив середню школу в школі Прача Сонгкро, район Пхантхонг, провінція Чонбурі. Потім переїхав жити до родичів у провінцію Ратчабурі і працював у різних сферах, включаючи фермерство, копання, випалювання деревного вугілля, тесля, будівельник, боксер, лі-ке, кінокоментатор, танцюрист і співак.  
Чонлаті помер 21 липня 2023 року у віці 85 років після лікування від інфекції крові в лікарні Сірірадж у Бангкоку.

## Патриальна пісня[що?]
- 1971 – Phor Rue Yang พอหรือยัง (Сонкірі Сіпрачуаб)
- 1973 – Luk Sao Phu Karn ลูกสาวผู้การ (Сайан Саня)
- 1975 – Nam Ta Isan น้ำตาอีสาน (Сайан Саня)
- 1975 – Ai Num Rod Thay ไอ้หนุ่มรถไถ (Сайан Саня)
- 1975 – Nang Fa Yang Ai นางฟ้ายังอาย (Сайан Саня)
- 1976 – Kin Arai Thueng Suai กินอะไรถึงสวย (Сайан Саня)
- 1976 – Kin Khao Kab Nam Prik กินข้าวกับน้ำพริก (Понгсі Воранут)
- 1977 – Khon Klom Lok คนกล่อมโลก (Сері Рунгсаванг)
- 1977 – Jod Mai Jark Naew Nar จดหมายจากแนวหน้า (Йодрак Салакдаї)
- 1978 – Nam Ta Lon Thee Korat น้ำตาหล่นที่โคราช (Сансук Дандамнен)
- 1978 – Lon Klao Phao Thai ล้นเกล้าเผ่าไทย (Сайан Саня)
- 1979 – E Sao Transitster อีสาวทรานซิสเตอร์ (Оитхіп Панятон)
- 1979 – Sao Phetchaburi สาวเพชรบุรี (Пумпуанг Дуангчан)
- 1981 – Tha Harn Arkat Khat Rak ทหารอากาศขาดรัก (Сегсак Пхукантхонг)
- 1985 – Mue Thue Mai Fai Song Nar มือถือไมค์ไฟส่องหน้า (Сунарі Ратясіма)
- 1985 – Oh! Ho! Bangkok โอ้โฮบางกอก (Бутсаба Атхіттан)
- 1986 – Wan Nee Rak Wannee Luem วานนี้รัก วันนี้ลืม (Сайан Саня)
- 1987 – Partner Ber Har พาร์ตเนอร์เบอร์ห้า (Пумпуанг Дуангчан)
- 1987 – Thep Thida Pha Syn เทพธิดาผ้าซิ่น (Сері Рунгсаванг)
- 1988 – Reang Ngan Khao Niew แรงงานข้าวเหนียว (Дінтара Фунлап)
- 1988 – Aeb Fun แอบฝัน (Еккапхот Вонгнак)
- 1988 – Rak Diw Jai Diew รักเดียวใจเดียว (Сунарі Ратясіма)
- 1998 – Riak Phee Dai Mai เรียกพี่ได้ไหม (Сері Рунгсаванг)
- 2001 – Num Ratchaphak หนุ่มราชภัฎ (Дамронг Вонгтхонг)
- 2006 – Phu Ying Khon Sud Thai ผู้หญิงคนสุดท้าย (Дамронг Вонгтхонг)